# 玲玲馬戲團

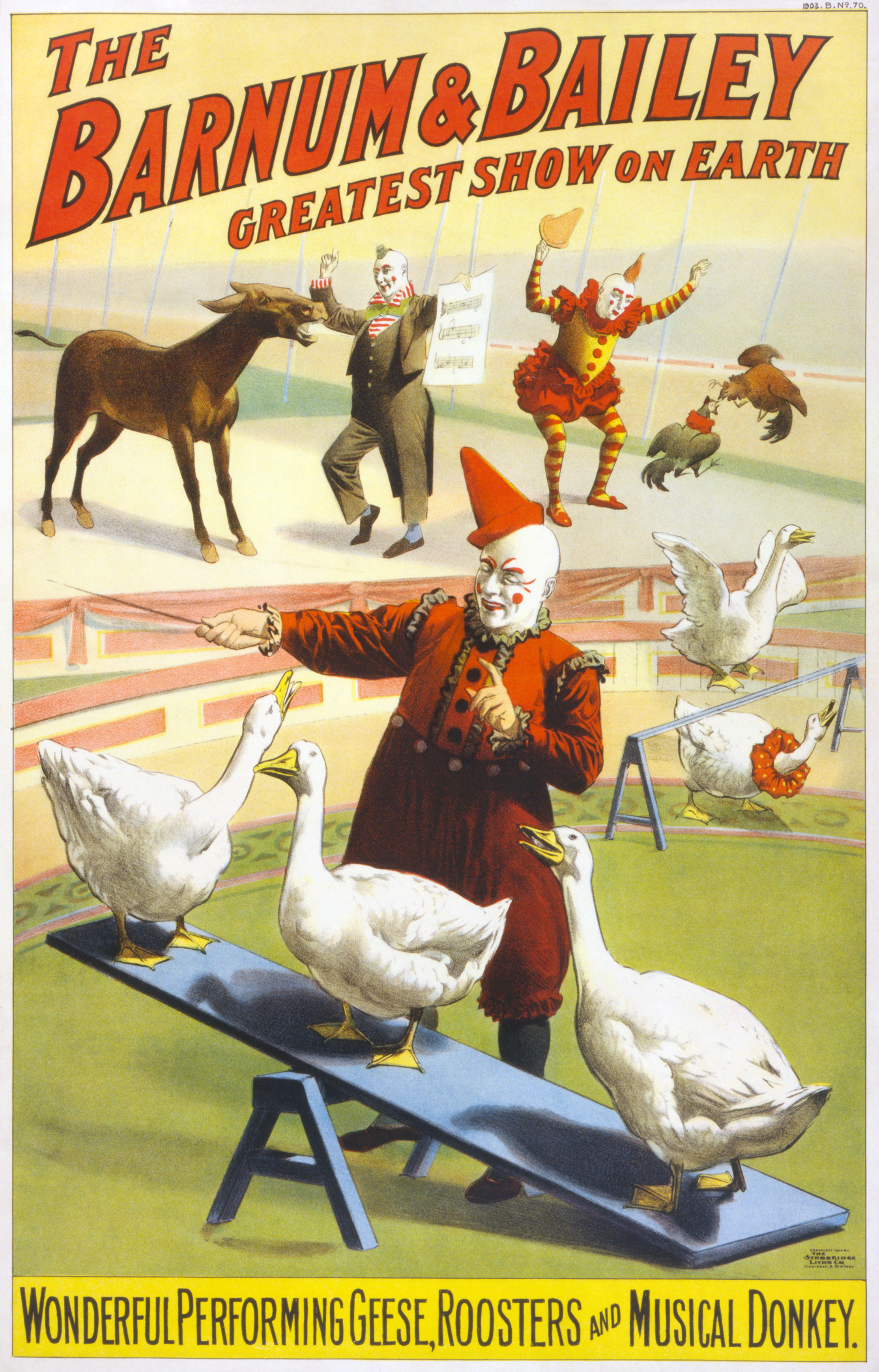
玲玲馬戲團的廣告，1900年

玲玲馬戲團（英語：Ringling Bros. and Barnum & Bailey Circus）是一家美國馬戲團，成立於1871年，與纽约大苹果马戏团、太阳马戏团合稱世界三大馬戲團。
玲玲馬戲團只養動物，表演者則從世界各地聘用、非終身職。表演節目亦不固定，每年都有新奇的節目上演，表演者在完成工作之後可以不續約、亦可以續約。著名的連體嬰暹羅雙胞胎曾在玲玲馬戲團表演過。
面對近年新興娛樂冒起導致觀眾人數下跌、經營成本高昂以及被動物福利團體指責虐待動物，玲玲馬戲團的經營環境大不如前。
2016年，玲玲馬戲團取消有145年歷史的大象表演，加劇觀眾流失。玲玲馬戲團母公司於2017年1月14日向員工宣佈將於2017年5月21日在紐約州尤寧代爾進行告別演出，然後解散。
後來於2022年宣布玲玲馬戲團復活，但和以往最明顯的是不會有動物演出。

## 相关影视作品
- 大娛樂家

## 外部連結
- Circus World Museum （页面存档备份，存于）
- Feld Entertainment （页面存档备份，存于）
- Karl King Page （页面存档备份，存于） Barnum and Bailey Circus Bandmaster – Wrote lots of music for the circus, including Barnum and Bailey's Favorite.
- Research Guide to The Hartford Circus Fire, July 6, 1944 （页面存档备份，存于）